# Hard Rock Bottom
Hard Rock Bottom är ett album av den amerikanska gruppen No Use for a Name som släpptes 2002.

## Låtar på albumet
1. "Feels Like Home"
2. "International You Day"
3. "Pre-Medicated Murder"
4. "Dumb Reminders"
5. "Any Number Can Play"
6. "Friend of the Enemy"
7. "Angela"
8. "Let Me Down"
9. "This is a Rebel Song" (Sinéad O'Connor-cover)
10. "Solitaire"
11. "Undefeated"
12. "Insecurity Alert"
13. "Nailed Shut"